# Provincia de Gotia Occidental
La provincia de Gotia Occidental (del sueco: Västra Götalands län) es una provincia («län») meridional de Suecia situada en la costa oeste sueca cerca del mar del Norte. Tiene una superficie de 23 942 km². 
Cuenta con un gobierno civil o länsstyrelse, el cual es dirigido por un gobernador nombrado por el gobierno. También posee una diputación provincial o landsting, la cual es la representación municipal nombrada por los ciudadanos de la provincia.
Limita al norte con la provincia de Värmland; al noreste, con la provincia de Örebro; al este con la provincia de Jönköping; al sur, con la provincia de Halland; al oeste, con el estrecho de Skagerrak; y al noroeste, con Noruega, con la provincia de Østfold.

## Historia
La provincia se formó el 1 de enero de 1998 a través de la fusión de las provincias de Gotemburgo y Bohus (establecida en 1680), la provincia de Älvsborg y la mayor parte de la provincia de Skaraborg (este último establecido en 1634). Los municipios de Mullsjö y Habo, que anteriormente formaban parte de la provincia de Skaraborg, se han incluido en el provincia de Jönköping. Un año después, los consejos de provincia correspondientes se fusionaron en la región de Västra Götaland.

## Geografía
El condado comprende la totalidad de Bohuslän, las partes principales de Dalsland y Västergötland y partes más pequeñas de Halland (parroquia de Lindome) y Värmland (parroquia de Södra Råda). 
Está formado por 49 municipios, lo que lo convierte en el condado con mayor número de municipios de Suecia, y tiene algo más de 1,6 millones de habitantes, lo que supone alrededor del 16,7% de la población sueca y lo convierte en el segundo condado más grande en términos de población. Limita con los condados de Värmland, Örebro, Östergötland (en el Vättern), Jönköping y Halland. El condado también limita con el condado de Viken, en Noruega. La frontera del condado pasa por los dos lagos más grandes de Suecia, Vänern y Vättern.

## Municipios

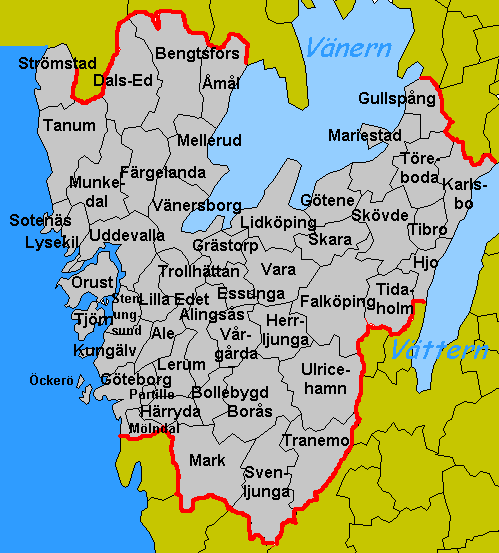
Municipios de la provincia de Västra Götaland.

1. Ale
2. Alingsås
3. Bengtsfors
4. Bollebygd
5. Borås
6. Dals-Ed
7. Essunga
8. Falköping
9. Färgelanda
10. Grästorp
11. Gullspång
12. Götene
13. Göteborg
14. Herrljunga
15. Hjo
16. Härryda
17. Karlsborg
18. Kungälv
19. Lerum
20. Lidköping
21. Lilla Edet
22. Lysekil
23. Mariestad
24. Mark
25. Mellerud
26. Munkedal
27. Mölndal
28. Orust
29. Partille
30. Skara
31. Skövde
32. Sotenäs
33. Stenungsund
34. Strömstad
35. Svenljunga
36. Tanum
37. Tibro
38. Tidaholm
39. Tjörn
40. Tranemo
41. Trollhättan
42. Töreboda
43. Uddevalla
44. Ulricehamn
45. Vara
46. Vårgårda
47. Vänersborg
48. Åmål
49. Öckerö